# Stanka Božović
Pour les articles homonymes, voir Mugoša et Božović.
Stanka Božović, née Mugoša le 17 novembre 1962 à Titograd (aujourd'hui Podgorica au Monténégro), est une handballeuse internationale yougoslave naturalisée autrichienne en 1990. Elle évoluait au poste de arrière droite. Elle est la cousine de Ljiljana Mugoša et Svetlana Mugoša-Antić et la mère de l'international autrichien Janko Božović.

## Biographie
Stanka Božović débute en 1978 avec le club de sa ville natale, le Budućnost Titograd, avec lequel elle remporte la Coupe de Yougoslavie en 1984 puis le Championnat de Yougoslavie et la Coupe des coupes en 1985. L'année suivante, elle rejoint le RK Olimpija Ljubljana.
En 1989, elle prend la direction de l'Autriche et de l'Hypo Niederösterreich où elle remporte une douze doublés Championnat-Coupe d'Autriche, sept victoires en Ligue des champions (C1), deux Supercoupe d'Europe. Elle a aussi remporté un titre de championne d'Italie.
En 2001, elle signe en France à l'ES Besançon, club de sa cousine de Svetlana Mugoša-Antić. Au terme d'une saison ponctuée d'une victoire en coupe de France et une deuxième en Championnat, elle décide la saison de suivante de reprendre
une licence à Hypo Niederösterreich pour donner un coup de main, notamment en Ligue des champions. Plus tard, elle jouera pour les clubs norvégien de Nittak, autrichien de Tulln et Landhaus oder Stockerau ainsi que le club italien du Pallamano Dossobuono.
En 1990, elle revêt pour la première fois le maillot de l'équipe nationale d'Autriche. Jusqu'en 2000, elle cumulera 220 sélections et 910 buts, étant la troisième meilleure marqueuse de l'histoire de la sélection.

## Palmarès

### En équipe nationale
Son palmarès en équipe nationale d'Autriche est :
Jeux olympiques
- 5e place aux Jeux olympiques 1992 à Barcelone
- 5e place aux Jeux olympiques 2000 à Sydney

Championnats du monde
- 5e place au championnat du monde 1990
- 8e place au championnat du monde 1993
- 8e place au championnat du monde 1995
- 11e place au championnat du monde 1997
- Médaille de bronze au championnat du monde 1999[3]

Championnats d'Europe
- 9e place au championnat d'Europe 1994
- Médaille de bronze au championnat d'Europe 1996[3]
- 4e place au championnat d'Europe 1998

### En club
Son palmarès en club est :
 Compétitions internationales 
- Ligue des champions (C1)
  - Vainqueur (7) : 1990, 1992, 1993, 1994, 1995, 1998, 2000
  - Finaliste (2) : 1991, 1996
- Vainqueur de la Coupe des Coupes (C2) (1) : 1985
- Vainqueur de la Supercoupe d'Europe (2) : 1994 et 2000

compétitions nationales 
- Vainqueur du Championnat de Yougoslavie (1) : 1985
- Vainqueur de la Coupe de Yougoslavie (1) : 1984
- Vainqueur du Championnat d'Italie (1) : ?
- Vainqueur du Championnat d'Autriche (12) : 1990 à 2001
- Vainqueur de la Coupe d'Autriche (12) : 1990 à 2001
- Deuxième du Championnat de France (1) : 2002
- Vainqueur de la coupe de France (1) : 2002